# Linyphia simplicata
Linyphia simplicata là một loài nhện trong họ Linyphiidae.
Loài này thuộc chi Linyphia. Linyphia simplicata được Frederick Octavius Pickard-Cambridge miêu tả năm 1902.